# Манастир Брајина
Манастир Брајина припада Епархији нишкој Српске православне цркве. Налази се код села Туларе, на територији општине Медвеђа. Посвећен је икони Пресвете Богородице Пећке.

## Историја
Према предању, манастир је задужбина цара Уроша Нејаког, на чијем је имању манастир подигнут 1355. године. У повељама цара Уроша које је издао између 1355. и 1371. године, метох је даривао манастиру светог Пантелејмона на Светој Гори, чији су монаси овде живели. Највероватније је разорен од Турака, у првој половини 15. века.
У новије време је подигнут нови конак, а у припреми је изградња нове цркве на темељима старе.